# Partecipanti al Tour de France 2014
Elenco dei partecipanti al Tour de France 2014.
Il Tour de France 2014 fu la centounesima edizione della corsa. Alla competizione presero parte 22 squadre, le diciotto iscritte all'UCI World Tour 2014 e le quattro squadre invitate (la IAM Cycling, la Cofidis, la Team NetApp-Endura e la Bretagne-Séché Environnement, tutte di categoria UCI Professional Continental), ciascuna delle quali composta da nove corridori, per un totale di 198 ciclisti. La corsa partì il 5 luglio da Leeds e terminò il 27 luglio sugli Champs-Élysées, a Parigi. I corridori che tagliarono il traguardo furono 174.

## Corridori per squadra
Nota: R ritirato, NP non partito, FT fuori tempo, SQ squalificato
| Team Sky                            | Team Sky                            | Team Sky                            | AG2R La Mondiale        | AG2R La Mondiale        | AG2R La Mondiale        | Trek Factory Racing          | Trek Factory Racing          | Trek Factory Racing          |
| ----------------------------------- | ----------------------------------- | ----------------------------------- | ----------------------- | ----------------------- | ----------------------- | ---------------------------- | ---------------------------- | ---------------------------- |
| 1                                   | Christopher Froome                  | R 5ª                                | 81                      | Jean-C. Péraud          | 2º                      | 161                          | Fränk Schleck                | 12º                          |
| 2                                   | Bernhard Eisel                      | 126º                                | 82                      | Romain Bardet           | 7º                      | 162                          | Matthew Busche               | 98º                          |
| 3                                   | Vasil' Kiryenka                     | 86º                                 | 83                      | Mikaël Cherel           | 59º                     | 163                          | Fabian Cancellara            | NP 11ª                       |
| 4                                   | David López García                  | 105º                                | 84                      | Samuel Dumoulin         | 90º                     | 164                          | Markel Irizar                | 63º                          |
| 5                                   | Mikel Nieve                         | 18º                                 | 85                      | Ben Gastauer            | 21º                     | 165                          | Grégory Rast                 | 101º                         |
| 6                                   | Danny Pate                          | 153º                                | 86                      | Blel Kadri              | 84º                     | 166                          | Andy Schleck                 | NP 4ª                        |
| 7                                   | Richie Porte                        | 23º                                 | 87                      | Sébastien Minard        | 99º                     | 167                          | Danny van Poppel             | R 7ª                         |
| 8                                   | Geraint Thomas                      | 22º                                 | 88                      | Matteo Montaguti        | 66º                     | 168                          | Jens Voigt                   | 108º                         |
| 9                                   | Xabier Zandio                       | R 6ª                                | 89                      | Christophe Riblon       | 120º                    | 169                          | Haimar Zubeldia              | 8º                           |
| D.S.: Nicolas Portal                | D.S.: Nicolas Portal                | D.S.: Nicolas Portal                | D.S.: Vincent Lavenu    | D.S.: Vincent Lavenu    | D.S.: Vincent Lavenu    | D.S.: Kim Andersen           | D.S.: Kim Andersen           | D.S.: Kim Andersen           |
| Movistar Team                       | Movistar Team                       | Movistar Team                       | Garmin-Sharp            | Garmin-Sharp            | Garmin-Sharp            | Cofidis                      | Cofidis                      | Cofidis                      |
| 11                                  | Alejandro Valverde                  | 4º                                  | 91                      | Andrew Talansky         | NP 12ª                  | 171                          | Daniel Navarro               | R 13ª                        |
| 12                                  | Imanol Erviti                       | 81º                                 | 92                      | Janier Acevedo          | R 13ª                   | 172                          | Nicolas Edet                 | 77º                          |
| 13                                  | John Gadret                         | 19º                                 | 93                      | Jack Bauer              | 137º                    | 173                          | Egoitz García                | R 9ª                         |
| 14                                  | Jesús Herrada                       | 61º                                 | 94                      | Alex Howes              | 127º                    | 174                          | Cyril Lemoine                | 110º                         |
| 15                                  | Beñat Intxausti                     | 114º                                | 95                      | Ben King                | 53º                     | 175                          | Luis Ángel Maté              | 31º                          |
| 16                                  | Jon Izagirre                        | 41º                                 | 96                      | Sebastian Langeveld     | 140º                    | 176                          | Rudy Molard                  | 51º                          |
| 17                                  | Rubén Plaza                         | 91º                                 | 97                      | Ramūnas Navardauskas    | 141º                    | 177                          | Adrien Petit                 | 156º                         |
| 18                                  | José Joaquín Rojas                  | SQ 18ª                              | 98                      | Tom-Jelte Slagter       | 56º                     | 178                          | Julien Simon                 | 109º                         |
| 19                                  | Giovanni Visconti                   | 37º                                 | 99                      | Johan Vansummeren       | 74º                     | 179                          | Rein Taaramäe                | 88º                          |
| D.S.: José Luis Arrieta             | D.S.: José Luis Arrieta             | D.S.: José Luis Arrieta             | D.S.: Charly Wegelius   | D.S.: Charly Wegelius   | D.S.: Charly Wegelius   | D.S.: Didier Rous            | D.S.: Didier Rous            | D.S.: Didier Rous            |
| Team Katusha                        | Team Katusha                        | Team Katusha                        | Team Giant-Shimano      | Team Giant-Shimano      | Team Giant-Shimano      | Orica-GreenEDGE              | Orica-GreenEDGE              | Orica-GreenEDGE              |
| 21                                  | Joaquim Rodríguez                   | 54º                                 | 101                     | Marcel Kittel           | 161º                    | 181                          | Simon Gerrans                | NP 17ª                       |
| 22                                  | Vladimir Isajčev                    | 157º                                | 102                     | Roy Curvers             | 116º                    | 182                          | Michael Albasini             | 70º                          |
| 23                                  | Alexander Kristoff                  | 125º                                | 103                     | Koen de Kort            | 92º                     | 183                          | Simon Clarke                 | 113º                         |
| 24                                  | Luca Paolini                        | 136º                                | 104                     | John Degenkolb          | 123º                    | 184                          | Luke Durbridge               | 122º                         |
| 25                                  | Aleksandr Porsev                    | FT 13ª                              | 105                     | Dries Devenyns          | R 14ª                   | 185                          | Mathew Hayman                | R 10ª                        |
| 26                                  | Egor Silin                          | R 6ª                                | 106                     | Tom Dumoulin            | 33º                     | 186                          | Jens Keukeleire              | 67º                          |
| 27                                  | Gatis Smukulis                      | 100º                                | 107                     | Ji Cheng                | 164º                    | 187                          | Christian Meier              | 121º                         |
| 28                                  | Simon Špilak                        | R 17ª                               | 108                     | Albert Timmer           | 146º                    | 188                          | Svein Tuft                   | 131º                         |
| 29                                  | Jurij Trofimov                      | 14º                                 | 109                     | Tom Veelers             | 155º                    | 189                          | Simon Yates                  | NP 16ª                       |
| D.S.: José Azevedo                  | D.S.: José Azevedo                  | D.S.: José Azevedo                  | D.S.: Marc Reef         | D.S.: Marc Reef         | D.S.: Marc Reef         | D.S.: Matthew White          | D.S.: Matthew White          | D.S.: Matthew White          |
| Tinkoff-Saxo                        | Tinkoff-Saxo                        | Tinkoff-Saxo                        | Lampre-Merida           | Lampre-Merida           | Lampre-Merida           | IAM Cycling                  | IAM Cycling                  | IAM Cycling                  |
| 31                                  | Alberto Contador                    | R 10ª                               | 111                     | Rui Costa               | NP 16ª                  | 191                          | Mathias Frank                | NP 8ª                        |
| 32                                  | Daniele Bennati                     | 96º                                 | 112                     | Davide Cimolai          | 163º                    | 192                          | Sylvain Chavanel             | 34º                          |
| 33                                  | Jesús Hernández                     | R 6ª                                | 113                     | Kristijan Đurasek       | 46º                     | 193                          | Martin Elmiger               | 75º                          |
| 34                                  | Rafał Majka                         | 44º                                 | 114                     | Chris Horner            | 17º                     | 194                          | Heinrich Haussler            | R 18ª                        |
| 35                                  | Michael Mørkøv                      | 134º                                | 115                     | Sacha Modolo            | R 2ª                    | 195                          | Reto Hollenstein             | NP 17ª                       |
| 36                                  | Sérgio Paulinho                     | 89º                                 | 116                     | Nélson Oliveira         | 87º                     | 196                          | Roger Kluge                  | 139º                         |
| 37                                  | Nicolas Roche                       | 39º                                 | 117                     | Maximiliano Richeze     | NP 16ª                  | 197                          | Jérôme Pineau                | 58º                          |
| 38                                  | Michael Rogers                      | 26º                                 | 118                     | José Serpa              | 48º                     | 198                          | Sébastien Reichenbach        | 85º                          |
| 39                                  | Matteo Tosatto                      | 119º                                | 119                     | Rafael Valls            | R 14ª                   | 199                          | Marcel Wyss                  | 32º                          |
| D.S.: Steven de Iongh               | D.S.: Steven de Iongh               | D.S.: Steven de Iongh               | D.S.: Simone Pedrazzini | D.S.: Simone Pedrazzini | D.S.: Simone Pedrazzini | D.S.: Eddy Seigneur          | D.S.: Eddy Seigneur          | D.S.: Eddy Seigneur          |
| Astana Pro Team                     | Astana Pro Team                     | Astana Pro Team                     | FDJ.fr                  | FDJ.fr                  | FDJ.fr                  | Team NetApp-Endura           | Team NetApp-Endura           | Team NetApp-Endura           |
| 41                                  | Vincenzo Nibali                     | 1º                                  | 121                     | Arnaud Démare           | 159º                    | 201                          | Leopold König                | 7º                           |
| 42                                  | Jakob Fuglsang                      | 36º                                 | 122                     | William Bonnet          | 158º                    | 202                          | Jan Bárta                    | 71º                          |
| 43                                  | Andrij Hrivko                       | 95º                                 | 123                     | Mickaël Delage          | 143º                    | 203                          | David de la Cruz             | R 12ª                        |
| 44                                  | Dmitrij Gruzdev                     | 130º                                | 124                     | Arnold Jeannesson       | 30º                     | 204                          | Zakkari Dempster             | 151º                         |
| 45                                  | Maksim Iglinskij                    | 129º                                | 125                     | Matthieu Ladagnous      | 76º                     | 205                          | Bartosz Huzarski             | 68º                          |
| 46                                  | Tanel Kangert                       | 20º                                 | 126                     | Cédric Pineau           | 102º                    | 206                          | Tiago Machado                | 72º                          |
| 47                                  | Michele Scarponi                    | 49º                                 | 127                     | Thibaut Pinot           | 3º                      | 207                          | José Mendes                  | 124º                         |
| 48                                  | Alessandro Vanotti                  | 147º                                | 128                     | Jérémy Roy              | 57º                     | 208                          | Andreas Schillinger          | 144º                         |
| 49                                  | Lieuwe Westra                       | 79º                                 | 129                     | Arthur Vichot           | R 13ª                   | 209                          | Paul Voss                    | 50º                          |
| D.S.: Alexandre Shefer              | D.S.: Alexandre Shefer              | D.S.: Alexandre Shefer              | D.S.: Thierry Bricaud   | D.S.: Thierry Bricaud   | D.S.: Thierry Bricaud   | D.S.: Enrico Poitschke       | D.S.: Enrico Poitschke       | D.S.: Enrico Poitschke       |
| Cannondale                          | Cannondale                          | Cannondale                          | Lotto-Belisol           | Lotto-Belisol           | Lotto-Belisol           | Bretagne-Séché Environnement | Bretagne-Séché Environnement | Bretagne-Séché Environnement |
| 51                                  | Peter Sagan                         | 60º                                 | 131                     | Jurgen Van den Broeck   | 13º                     | 211                          | Brice Feillu                 | 16º                          |
| 52                                  | Maciej Bodnar                       | 112º                                | 132                     | Lars Bak                | 82º                     | 212                          | Jean-Marc Bideau             | 115º                         |
| 53                                  | Alessandro De Marchi                | 52º                                 | 133                     | Bart De Clercq          | R 8ª                    | 213                          | Anthony Delaplace            | 78º                          |
| 54                                  | Ted King                            | R 10ª                               | 134                     | Tony Gallopin           | 29º                     | 214                          | Romain Feillu                | 150º                         |
| 55                                  | Kristijan Koren                     | 135º                                | 135                     | André Greipel           | 149º                    | 215                          | Armindo Fonseca              | 138º                         |
| 56                                  | Marco Marcato                       | 80º                                 | 136                     | Adam Hansen             | 64º                     | 216                          | Arnaud Gérard                | 132º                         |
| 57                                  | Jean-Marc Marino                    | 160º                                | 137                     | Greg Henderson          | R 4ª                    | 217                          | Florian Guillou              | 62º                          |
| 58                                  | Fabio Sabatini                      | 118º                                | 138                     | Jürgen Roelandts        | 111º                    | 218                          | Benoît Jarrier               | 152º                         |
| 59                                  | Elia Viviani                        | 162º                                | 139                     | Marcel Sieberg          | 145º                    | 219                          | Florian Vachon               | 103º                         |
| D.S.: Gilles Pauchard               | D.S.: Gilles Pauchard               | D.S.: Gilles Pauchard               | D.S.: Herman Frison     | D.S.: Herman Frison     | D.S.: Herman Frison     | D.S.: Emmanuel Hubert        | D.S.: Emmanuel Hubert        | D.S.: Emmanuel Hubert        |
| Belkin Pro Cycling Team             | Belkin Pro Cycling Team             | Belkin Pro Cycling Team             | BMC Racing Team         | BMC Racing Team         | BMC Racing Team         |                              |                              |                              |
| 61                                  | Bauke Mollema                       | 10º                                 | 141                     | Tejay van Garderen      | 5º                      |                              |                              |                              |
| 62                                  | Lars Boom                           | 97º                                 | 142                     | Darwin Atapuma          | R 7ª                    |                              |                              |                              |
| 63                                  | Stef Clement                        | R 7ª                                | 143                     | Marcus Burghardt        | 154º                    |                              |                              |                              |
| 64                                  | Steven Kruijswijk                   | 15º                                 | 144                     | Amaël Moinard           | 45º                     |                              |                              |                              |
| 65                                  | Tom Leezer                          | 133º                                | 145                     | Daniel Oss              | 69º                     |                              |                              |                              |
| 66                                  | Bram Tankink                        | 40º                                 | 146                     | Michael Schär           | 43º                     |                              |                              |                              |
| 67                                  | Laurens ten Dam                     | 9º                                  | 147                     | Peter Stetina           | 35º                     |                              |                              |                              |
| 68                                  | Sep Vanmarcke                       | 106º                                | 148                     | Greg Van Avermaet       | 38º                     |                              |                              |                              |
| 69                                  | Maarten Wynants                     | 117º                                | 149                     | Peter Velits            | 27º                     |                              |                              |                              |
| D.S.: Nico Verhoeven                | D.S.: Nico Verhoeven                | D.S.: Nico Verhoeven                | D.S.: Yvon Ledanois     | D.S.: Yvon Ledanois     | D.S.: Yvon Ledanois     |                              |                              |                              |
| Omega Pharma-Quickstep Cycling Team | Omega Pharma-Quickstep Cycling Team | Omega Pharma-Quickstep Cycling Team | Team Europcar           | Team Europcar           | Team Europcar           |                              |                              |                              |
| 71                                  | Mark Cavendish                      | NP 2ª                               | 151                     | Pierre Rolland          | 11º                     |                              |                              |                              |
| 72                                  | Jan Bakelants                       | 24º                                 | 152                     | Yukiya Arashiro         | 65º                     |                              |                              |                              |
| 73                                  | Michał Gołaś                        | 55º                                 | 153                     | Bryan Coquard           | 104º                    |                              |                              |                              |
| 74                                  | Michał Kwiatkowski                  | 28º                                 | 154                     | Cyril Gautier           | 25º                     |                              |                              |                              |
| 75                                  | Tony Martin                         | 47º                                 | 155                     | Yohann Gène             | 128º                    |                              |                              |                              |
| 76                                  | Alessandro Petacchi                 | 148º                                | 156                     | Alexandre Pichot        | 107º                    |                              |                              |                              |
| 77                                  | Mark Renshaw                        | 142º                                | 157                     | Perrig Quéméneur        | 83º                     |                              |                              |                              |
| 78                                  | Niki Terpstra                       | 94º                                 | 158                     | Kévin Réza              | 73º                     |                              |                              |                              |
| 79                                  | Matteo Trentin                      | 93º                                 | 159                     | Thomas Voeckler         | 42º                     |                              |                              |                              |
| D.S.: Wilfried Peeters              | D.S.: Wilfried Peeters              | D.S.: Wilfried Peeters              | D.S.: Andy Flickinger   | D.S.: Andy Flickinger   | D.S.: Andy Flickinger   |                              |                              |                              |

## Ciclisti per nazione
Le nazionalità rappresentate nella manifestazione sono 34; in tabella il numero dei ciclisti suddivisi per la propria nazione di appartenenza:
| Numero ciclisti | Nazione                                                                                                  |
| --------------- | --- |
| 44              | Francia                                                                                                  |
| 20              | Spagna                                                                                                   |
| 17              | Italia, Paesi Bassi                                                                                      |
| 10              | Australia, Belgio, Germania                                                                              |
| 9               | Stati Uniti, Svizzera                                                                                    |
| 5               | Polonia, Portogallo                                                                                      |
| 4               | Russia, Gran Bretagna                                                                                    |
| 3               | Colombia, Danimarca, Lussemburgo                                                                         |
| 2               | Canada, Estonia, Kazakistan, Nuova Zelanda, Slovenia, Slovacchia, Rep. Ceca                              |
| 1               | Argentina, Cina, Irlanda, Giappone, Croazia, Lettonia, Lituania, Norvegia, Ucraina, Austria, Bielorussia |